# Doeringiella gayi
Doeringiella gayi är en biart som först beskrevs av Maximilian Spinola 1851.  Doeringiella gayi ingår i släktet Doeringiella och familjen långtungebin. Inga underarter finns listade i Catalogue of Life.